# 口和町

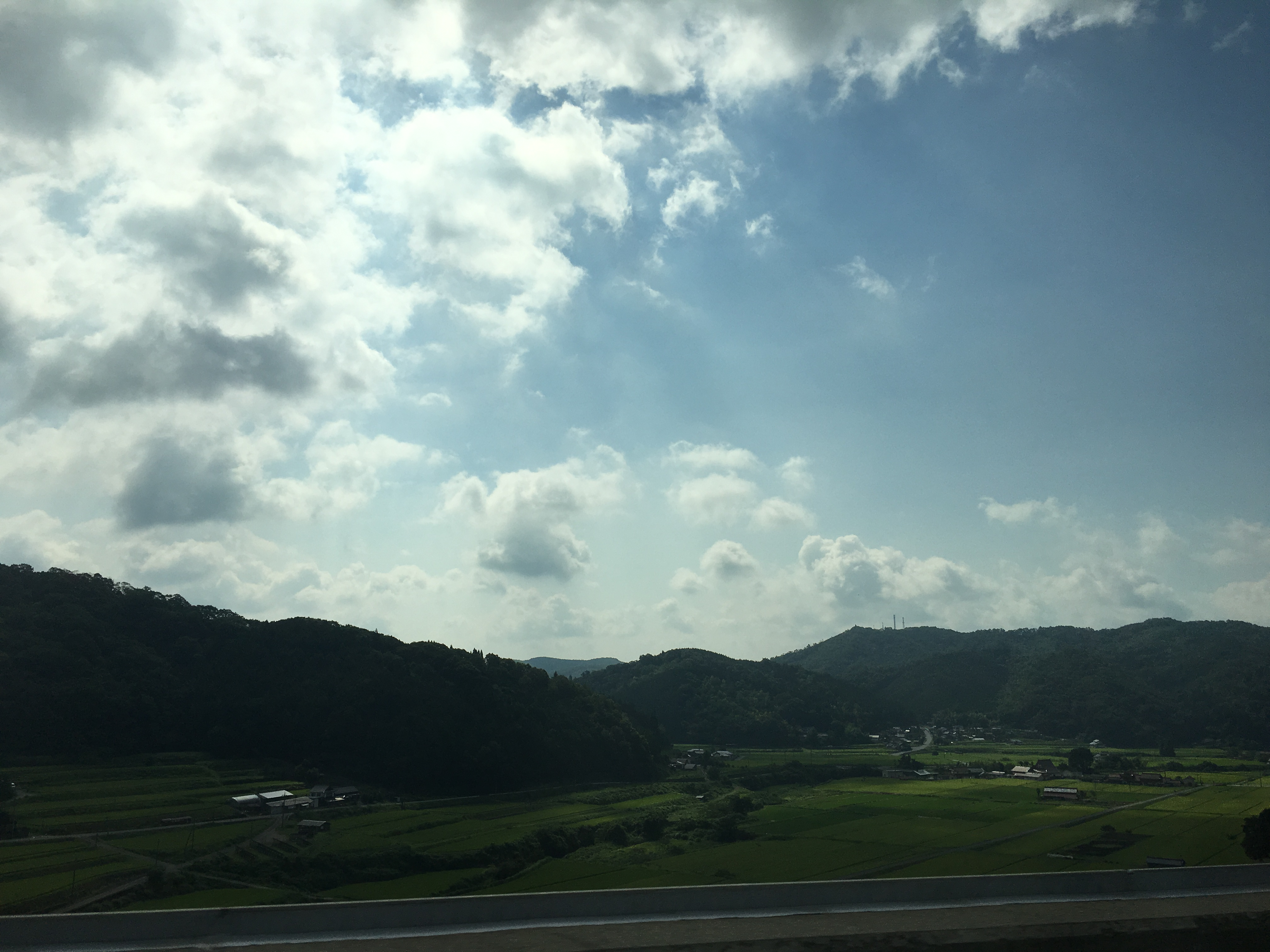
口和町

口和町（くちわちょう）は、かつて広島県の北東部に存在した町。比婆郡に属していた。
2005年3月31日に庄原市および比婆郡の全5町（口和・西城・高野・東城・比和）・甲奴郡3町のうちの総領が合併し、改めて設置された庄原市に移行したことに伴い廃止した。

## 地理
河川
- 西城（さいじょう）川 - 江の川支流。消滅当時庄原市境界を東から西へ流れる。
- 萩（はぎ）川
- 竹地（たけち）川
- 湯木（ゆき）川
- 藤根（とうね）川

山
- 熊山（笠尾山、1018.9m） - 旧口和町・高野町・比和町の三町の境界点。
- 八国見（やくにみ）山（884.7m） - 備後・安芸・備中・出雲・石見・伯耆・伊予・讃岐の8国が見渡せることから。
- 釜峰（かまみね）山（788.2m）

### 大字
- 湯木〔ゆき〕
- 永田〔ながた〕
- 金田〔きんで〕
- 常定〔つねさだ〕
- 宮内〔みやうち〕
- 向泉〔むこういずみ〕
- 大月〔おおつき〕
- 竹地谷〔たけちだに〕

## 歴史

### 町名の由来
江戸時代の備後国恵蘇郡口組（くちくみ）の「口」に由来する。口組のうち八か村が合併し、二つの村（口南〔こうなん〕村・口北〔くちぎた〕村）となり、その後この「口」の文字を含む2か村が合併して一つの村となったが、この最初の文字の「口」と合わさる意味の「和」を採用し命名された。

### 沿革
江戸時代には、備後国恵蘇郡口組十か村のうち湯木〔ゆき〕、永田〔ながた〕、金田〔きんで〕、常定〔つねさだ〕、宮内〔みやうち〕、向泉〔むこういずみ〕、大月〔おおつき〕、竹地谷〔たけちだに〕の八か村があり、のちに口和町となる。
- 1889年4月1日 - 町村制施行。広島県恵蘇郡口南村（湯木村、永田村、金田村、常定村の4か村が合併）と広島県恵蘇郡口北村（宮内村、向泉村、大月村、竹地谷村の4か村が合併）これらの2村ができる。
- 1898年10月1日 - 統合により恵蘇郡は比婆郡へ移行となる。
- 1952年8月1日 - 口南村常定に双三郡君田村東入君の一部を編入。
- 1955年3月31日 - 口南村と口北村が合併し、口和村を設置。
- 1960年4月1日 - 口和村が町制を施行し、現在の口和町が誕生。
- 1965年4月1日 - 口和町湯木藤根に、庄原市濁川町の一部を編入。
- 2005年3月31日 - 庄原市と比婆郡全町と甲奴郡総領町とともに合併して改めて設置された庄原市に移行したことに伴い、口和町も廃止となった。

## 主要施設
- 庄原市口和自治振興センター
- 口和総合運動公園
- 口和老人福祉センター
- 口和郷土資料館

## 産業
- 農業
- 黒毛和牛種の子牛

## 教育
自治体廃止時点での学校を示す。
小学校
- 口和町立口南（こうなん）小学校
- 口和町立口北（くちぎた）小学校
- 口和町立竹地谷（たけちだに）小学校（1998年3月休校）

なお、口南小学区と口北小学校は庄原市に合併後の2021年3月に口和小学校に統合している。(旧口南小学校の校舎を使用。)
中学校
- 口和町立口和中学校

## 交通

### 鉄道
町内に鉄道は通っていない。利用するとすればJR芸備線三次駅か備後庄原駅まで備北交通バスで出る必要がある。

### 道路
国道も鉄道もない市町村全国連絡会議主催のないないサミットに参加していた。
主要地方道
- 広島県道39号三次高野線
- 広島県道62号庄原作木線

一般県道
- 広島県道186号新市三次線
- 広島県道455号金田平和線

口和町は、本格的な道路交通用の信号機が無い町であった。以前は車両用信号機が1箇所あった（口和町大月の広島県道39号三次高野線と広島県道62号庄原作木線の交差点）が、これは緑・黄・赤のうち「黄色のみ常時点滅する信号」であったため、実用とはいえず本格的な信号機は2005年、口和町永田の広島県道62号庄原作木線と広島県道186号新市三次線の交差点に設置されるまで無かった。

## 名所・旧跡
- ほたる見公園（口和町大月）
- あゆの里公園（口和町永田）

### 年中行事
- トラヘイ - 小正月（現在は1月14日）
- とんど（1月）
- 口和モーモー祭

### 特産品
- 乳屋のかあちゃん手づくりアイス（モーモーあいすらんど）
- 竹炭・竹酢（田畠竹炭）
- 明神味噌（常定東営農組合女性部）
- シフォンケーキ・クッキー（アーミッシュ）
- ワニ料理

## 備考
「和牛日本一の里」として紹介されているが、生産量日本一などではなく「全国和牛能力共進会」においてたびたび最優秀賞を取る牛を出品したことから。